# Eufemia Przemysłówna
Eufemia Przemysłówna (* 1253 in Posen; † 5. September 1298 in Breslau) war eine polnische Prinzessin und Nonne im Klarissenkloster Breslau. Sie entstammte dem Adelsgeschlecht der großpolnischen Piasten. Teilweise wird sie in den Quellen auch als Ofka bezeichnet.

## Leben
Eufemia war eine Tochter von Herzog Przemysł I. von Großpolen († 1257) und Elisabeth von Breslau, der Tochter des polnisch-schlesischen Herzogs Heinrich II. Ihre Zwillingsschwester war Anna Przemysłówna. Ihr Bruder war der polnische König Przemysł II. und ihre weitere Schwester Eufrosina Przemysłówna war Äbtissin des Klosters Trebnitz. Sie erhielt ihren Namen nach ihrer Tante, Eufemia Odonicówna. Nach dem Tod ihrer Eltern kam sie in die Obhut ihres Onkels Bolesław des Frommen. Eufemia genoss eine streng religiöse Erziehung, ihre Mutter war zeitweise im Kloster Trebnitz, das von ihrer Großmutter, der Heiligen Hedwig von Andechs, gestiftet worden war. Ihre Tante war die Selige Jolenta Helena, die Frau von Bolesław dem Frommen. Eufemia trat in das Klarissenkloster Breslau ein. Im Gegensatz zu ihren Schwestern wurde sie nicht Äbtissin. Sie wurde im Klarissenkloster Breslau beigesetzt.